# Dagor Engine
Dagor Engine — игровой движок с открытым исходным кодом, разработанный компанией Gaijin Entertainment. Dagor разрабатывается с 2002 года и постоянно совершенствуется. Поддерживаются PC (Microsoft Windows и Linux для x86), Xbox, Xbox 360, PlayStation 3, PlayStation 4, PlayStation 5, Xbox One, Xbox Series X/S. По состоянию на 2020 год последней является шестая версия движка. «Dagor» используется в преимущественном большинстве игр компании Gaijin Entertainment.

## История
«Gaijin Entertainment» была основана в 2001 году. Тогда же и начала разрабатываться первая версия «Dagor». Команда, работающая над движком, была выделена в отдельное подразделение.
14 июня 2005 года «Gaijin Entertainment» анонсировала приобретение лицензии на физический движок «Meqon Game Dynamics» разработки шведской компании «Meqon Research A» и интегрировании его во вторую версию «Dagor».
Через некоторое время после основания компании, но до начала 2006 года, подразделение по разработке «Dagor» было выделено в полностью отдельную компанию Dagor Technologies, которая продолжила работу исключительно над движком. По данным на 2022 год, развитием движка занимается центральный офис Gaijin в Будапеште.
29 марта 2006 года была официально анонсирована третья версия движка «Dagor». Данная версия имела поддержку основных приставок шестого и седьмого поколения.
7 апреля 2006 года в официальном пресс-релизе от Ageia и Gaijin Entertainment, опубликованном во время КРИ 2006, было сообщено о приобретении последней лицензии на физический движок Ageia PhysX, разработанный Ageia. Было заявлено, что Ageia PhysX будет интегрирован в «Dagor».
20 апреля 2008 года на церемонии вручения премии «КРИ Awards», которая прошла в Москве в рамках ежегодной Конференции разработчиков игр, компания «Gaijin Entertainment» получила награды в двух номинациях, в том числе в номинации «Лучшая технология» за движок «Dagor Engine».
2 октября 2015 года была официально анонсирована четвёртая версия движка «Dagor». Данная версия включила в себя полностью динамически разрушаемое окружение, новый рендеринг воды с помощью NVIDIA Waveworks и ещё ряд пока не объявленных возможностей.
В 2018 году вышла пятая версия движка, а в 2020 шестая.
16 сентября 2023 года код движка был открыт и стал распространяться на Github по лицензии BSD 3.

## Основные особенности
«Dagor Engine» доступен на IBM PC-совместимых компьютерах под управлением Microsoft Windows и игровых консолях Xbox, Xbox 360 и PlayStation 3. «Dagor Engine» написан на языках программирования С и C++ и использует интерфейс программирования приложений (API) Microsoft DirectX 11.

### Графический движок
Графический движок, входящий в состав «Dagor Engine», поддерживает множество графических эффектов и технологий. Он базируется на DirectX3D 11. Присутствует как собственный язык программирования шейдеров, так и возможность использовать HLSL.
Графический движок поддерживает множество алгоритмов освещения и источников света. Широко используется High Dynamic Range Rendering как в статическом, так и в динамическом освещении. Присутствуют рассеянные и направленные источники света, а также светящиеся объекты. Поддерживаются: 
- повершинное и попиксельное освещение,
- лайтмапы,
- алгоритмы Global Illumination,
- динамические тени на основе проективных теневых карт (англ. shadow maps),
- мягкие тени и объёмные лучи.

Также содержится набор разнообразных графических пост-эффектов: 
- Bloom,
- цветовая постобработка,
- Glow,
- Motion blur,
- Flares, Lens Flares и многие другие[15].

Имеется богатый арсенал средств поддержки рендеринга водных поверхностей, — в частности типы воды с поддержкой HDR, ряби, отражений и дифракции Френеля. Также поддерживаются: 
- декали (англ. decals),
- объёмный туман и задымление,
- отражающие и преломляющие поверхности (в частности: стеклянные, хромированные, лакированные) и кожа,
- разнообразная растительность (поддерживается технологии SpeedTree).

Система частиц позволяет моделировать искры, дым, огонь, осадки, листья, насекомых и ауры. 2 октября 2015 добавлена поддержка технологии NVIDIA Waterworks.

### Физический движок
Встроенный в «Dagor Engine» физический движок содержит:
- модули обнаружения столкновений,
- обработчик физики твёрдых тел,
- модули физики Ragdoll и физики транспортных средств.

Также имеется набор геометрических примитивов и разнообразных сочленений, — при этом поддерживается динамическое разрушение сочленений. Также реализована физика жидкостей и физика частиц. 7 августа 2015 в движок была добавлена поддержка полной разрушаемости всех объектов посредством технологии NVIDIA GameWorks Destruction
Несмотря на наличие собственного физического движка, «Dagor Engine» содержит открытый интерфейс, который позволяет подключать сторонние физические движки. Заявлено об успешном использовании с «Dagor Engine» следующих сторонних физических движков: 
- Ageia PhysX,
- Meqon,
- Newton Game Dynamics[15].

### Звуковой движок
Звуковой движок, используемый «Dagor Engine», использует библиотеку FMOD. Основными функциональными характеристиками звукового движка являются DSP-эффекты, полностью трёхмерный звук, потоковый вывод, генерация виртуальных голосов, микширование, многоканальный режим работы и поддержка множества динамиков для вывода звука. Звуковой движок содержит свой API, поддерживает плагины и работает с более чем 20 файловыми форматами звука.

### Система анимации
Анимационный движок «Dagor Engine» поддерживает скелетную анимацию, процедурную анимацию, смешивание анимаций, морфинг и различные контроллеры анимаций. Также доступен редактор анимаций.

### Сетевая подсистема
Сетевая подсистема «Dagor Engine» построена на архитектуре «клиент-сервер», имеет открытый интерфейс и поддерживает сетевые протоколы TCP и UDP.

### Инструментарий
Инструментарий для разработки игр на движке включает в себя набор утилит по работе с освещением «Light Tools», редактор уровней «Dagor Editor», редактор ресурсов «Resource Editor», редактор библиотек объектов «Object Library», а также набор импортеров, экспортеров и конвертеров файловых форматов.

#### Light Tools
«Light Tools» представляет собой набор утилит, предназначенных для расчёта статического освещения уровня. Расчёт освещения может проходить как на локальном клиенте, так и на отдельном сервере. Поддерживается вертексное освещение и освещение на основе лайтмапов (карт теней) с рассеянным светом. Также поддерживаются алгоритмы Global Illumination, основанные на текстурах освещённости.

#### Dagor Editor
«Dagor Editor» является редактором уровней, позволяющем создавать и модифицировать игровые уровни на движке. Присутствует экспорт уровня во внешнюю программу, режим пакетного экспорта, сбор статистики уровня, до четырёх портов просмотра на уровень и различные режимы работы виртуальной камеры.
«Dagor Editor» построен на основе плагинов, отвечающих за разные функции при создании уровня. «Dagor Editor» имеет функциональность на уровне других коммерческих редакторов уровней и предоставляет все функции, необходимые для создания игр. Есть возможность создавать и редактировать ландшафт, водные поверхности, а также текстурировать их. Поддерживается использование префабов (игровых объектов и ассетов): их расстановка и редактирование параметров. На уровне можно расставлять статические источники света, которые потом просчитываются в «Light Tools». Поддерживается расстановка различных объектов: объёмных лучей и объёмного тумана, окклюдеров, виртуальных камер, источников звука, триггеров, растительности, объектов для игрового ИИ, скриптов и т. д. Присутствует SDK, позволяющий сторонним разработчикам создавать собственные плагины для «Dagor Editor».

#### Resource Editor
«Resource Editor» является редактором базы игровых ресурсов, в котором можно создавать и модифицировать игровые ресурсы: спецэффекты, системы частиц, физические объекты, персонажи и анимации.

#### Object Library
«Object Library» является редактором библиотек объектов для «Dagor Editor». Он позволяет импортировать заготовки и текстуры в библиотеку, а также настраивать текстуры и кисти текстур.

#### Импортёры и экспортёры
В «Dagor Engine» входит множество импортёров и экспортёров данных в сам движок из внешних программ и наоборот — из движка во внешние программы. Присутствуют плагины для работы с 3ds max и Maya, которые позволяют импортировать и экспортировать геометрию и анимацию, а также редактировать материалы и параметры объектов.
Также присутствуют импортёры уровней из «Quake3» (Q32dag), «Half-Life 2» (BSP2dag) и «Unreal Tournament» (U3D2dag).
Также в наличие есть «Texture Editor» — редактор DDS-текстур, который позволяет настраивать параметры текстур и конвертировать их в формат DDS из других форматов.

## Игры, использующие Dagor Engine
| Название игры                 | Дата выхода       | Разработчик                                     | Издатель                                        | Платформы                                                | Версия движка |
| ----------------------------- | ----------------- | ----------------------------------------------- | ----------------------------------------------- | -------------------------------------------------------- | ------------- |
| Бумер: Сорванные башни        | 11 декабря 2003   | Gaijin Entertainment                            | 1C                                              | ПК (Windows)                                             | 1.0           |
| Flight of Fancy               | проект остановлен | Gaijin Entertainment                            | не был объявлен                                 | ПК (Windows)                                             | неизвестно    |
| Адреналин-шоу                 | 21 октября 2005   | Gaijin Entertainment                            | 1C                                              | ПК (Windows)                                             | 2.0 или 2.5   |
| Жмурки                        | 9 декабря 2005    | Gaijin Entertainment                            | 1C                                              | ПК (Windows)                                             | 2.0           |
| Lada Racing Club              | 15 марта 2006     | Geleos Media                                    | Новый Диск                                      | ПК (Windows)                                             | 1.0 или 2.5   |
| Братва и кольцо               | 15 декабря 2006   | Gaijin Entertainment                            | 1С                                              | ПК (Windows)                                             | неизвестно    |
| Волкодав: Путь воина          | 19 января 2007    | Gaijin Entertainment                            | 1С                                              | ПК (Windows)                                             | неизвестно    |
| Параграф 78                   | 9 марта 2007      | Gaijin Entertainment                            | 1C                                              | ПК (Windows)                                             | 3.0           |
| Боец спецназа ФСКН России     | апрель 2007       | Мультимедиа технологии и дистанционное обучение | Мультимедиа технологии и дистанционное обучение | ПК (Windows)                                             | неизвестно    |
| Адреналин 2: Час пик          | 18 мая 2007       | Gaijin Entertainment                            | 1C                                              | ПК (Windows)                                             | 3.0           |
| Ониблейд                      | 23 ноября 2007    | Gaijin Entertainment                            | 1C                                              | ПК (Windows)                                             | 3.0           |
| Адреналин 2: Анархия          | 15 февраля 2008   | Gaijin Entertainment                            | 1C                                              | ПК (Windows), PlayStation 3 (2010 год)                   | 3.0           |
| IL-2 Sturmovik: Birds of Prey | 4 сентября 2009   | Gaijin Entertainment                            | 1C                                              | Xbox 360, PlayStation 3                                  | неизвестно    |
| Две сорванные башни           | 9 октября 2009    | Gaijin Entertainment                            | 1C                                              | ПК (Windows)                                             | неизвестно    |
| IL-2 Sturmovik: Wings of Prey | 25 декабря 2009   | Gaijin Entertainment                            | Gaijin Entertainment                            | ПК (Windows)                                             | 3.0           |
| Apache: Air Assault           | 16 ноября 2010    | Gaijin Entertainment                            | Activision Blizzard                             | ПК (Windows), Xbox 360, PlayStation 3                    | неизвестно    |
| Birds of Steel                | 13 марта 2012     | Gaijin Entertainment                            | Konami                                          | PS3, Xbox 360)                                           | 3.5           |
| Blades of Time                | 6 марта 2012      | Gaijin Entertainment                            | Konami,1С-СофтКлаб                              | PS3, Xbox 360, PC, MAC, Nintendo Switch                  | 3.5           |
| War Thunder                   | 1 ноября 2012     | Gaijin Entertainment                            | Gaijin Entertainment                            | PC, MAC, PS4, PS5, Linux, Android (for nVidia Shield TV) | 6.5           |
| Enlisted                      | 2 марта 2021      | Darkflow Software                               | Gaijin Entertainment                            | PC, Xbox One                                             | неизвестно    |
| CRSED: F.O.A.D.               | 12 декабря 2019   | Darkflow Software                               | Gaijin Entertainment                            | PC, Xbox One, PS4                                        | неизвестно    |
| War Thunder Mobile            | 18 августа 2023   | Gaijin Entertainment                            | Gaijin Entertainment                            | iOS, Android                                             | неизвестно    |